# En regardant pousser les arbres
En regardant pousser les arbres (titre original : Watching Trees Grow) est un roman court uchronique écrit par l'auteur britannique Peter F. Hamilton, publié par Gollancz en 2000 en édition limitée de trois cents exemplaires, avant d'être réimprimé l'année suivante pour Futures, une anthologie dirigée par Peter Crowther et publiée par le même éditeur. Cette dernière a été traduite en français et publiée par Bragelonne en 2002 sous le titre de Faux Rêveur.
Il s'agit de la seule nouvelle à ce jour n'ayant aucun rapport avec ses séries.

## Résumé
L'Empire romain ne s'est jamais effondré, avec le monde commandé par de diverses dynasties romaines. En raison de la présence des avancements de société, scientifiques et technologiques stables continus ont procédé à un rythme plus rapide en ce monde.